# 湘南医療大学
湘南医療大学（しょうなんいりょうだいがく、英語: Shonan University of Medical Sciences）は、神奈川県横浜市戸塚区に本部を置く私立大学。2015年大学設置。

## 概説
2015年4月に神奈川県の医療グループ「ふれあいグループ」に属する学校法人湘南ふれあい学園が、1学部2学科で看護師や保健師、理学療法士、作業療法士などを養成する（その後、薬学部設置により、薬剤師の養成も開始）。

### 建学の理念
「人を尊び、命を尊び、個を敬愛す」の理念で、技術と知識を身につけ、豊かな人間性を育み、教育研究を通して地域社会に貢献する人材を育成する。

## 沿革
- 1994年1月 - 準学校法人湘南ふれあい学園を設立
- 2001年1月 - 学校法人横浜アカデミーより2幼稚園、2専門学校、1予備校を継承し、湘南ふれあい学園を準学校法人から学校法人へ変更
- 2004年4月 - 下田看護専門学校を開校
- 2006年4月 - 法人合併により総合電子専門学校（当時）の設置法人となる
- 2012年6月 - 湘南医療大学（仮称）設立準備室を設置
- 2014年
  - 3月 - 湘南医療大学（仮称）設置認可申請書を提出
  - 4月 - 学校法人湘南ふれあい学園本部事務所を移転
  - 10月 - 湘南医療大学の設置が認可。学校法人湘南ふれあい学園の寄付行為変更が認可
- 2015年
  - 4月1日 - 湘南医療大学開学（保健医療学部の1学部）
  - 4月日付不明 - 学校法人湘南ふれあい学園本部事務所を移転
- 2018年
  - 4月 - 湘南医療大学臨床医学研究所を設置
  - 11月 - 湘南医療大学大学院保健医療学研究科設置。学校法人湘南ふれあい学園の寄付行為変更が認可
- 2019年
  - 2月 - 湘南医療大学薬学部新設の寄付行為変更が認可
  - 4月 - 湘南医療大学大学院保健医療学研究科を開設。湘南医療大学認定看護研修センターを看護実践教育センターに改称。下田看護専門学校を湘南医療大学附属下田看護専門学校に校名変更
- 2021年4月 - 薬学部医療薬学科を開設[2]。湘南医療大学看護実践教育センターを湘南医療大学看護キャリア開発コアセンターに改称
- 2022年4月 - 横浜山手キャンパスを開設。同キャンパスは看護学科の1・2年次のキャンパスとなる。専攻科（公衆衛生看護学専攻、助産学専攻）を開設

## 基礎データ

### 所在地
東戸塚キャンパス（開学時よりあるキャンパス）
- 神奈川県横浜市戸塚区上品濃16-48

JR東日本 東戸塚駅西口から徒歩15分
横浜山手キャンパス（2022年4月開設。看護学科1・2年次のキャンパス）
- 神奈川県横浜市中区山手町27

JR東日本 石川町駅西口から徒歩8分
みなとみらい線 元町・中華街駅徒歩12分

## 教育および研究

### 学部
- 保健医療学部
  - 看護学科
  - リハビリテーション学科
    - 理学療法学専攻
    - 作業療法学専攻
- 薬学部
  - 医療薬学科

### 専攻科
- 専攻科
  - 公衆衛生看護学専攻
  - 助産学専攻

### 大学院
- 保健医療学研究科
  - 保健医療学専攻（修士課程）
    - 健康増進・予防領域
    - 心身機能回復領域
    - 助産学領域

## グループ校
- 茅ヶ崎看護専門学校
- 茅ヶ崎リハビリテーション専門学校
- 湘南医療大学附属下田看護専門学校（「下田看護専門学校」より、2020年4月に名称を「大学附属」と変更）
- 医療ビジネス観光福祉専門学校
- 幼保連携型認定こども園みどり幼稚園

## 関連施設・関連法人等
- ふれあい医療福祉研修センター（茅ヶ崎リハビリテーション専門学校別館内）
- 医療法人社団康心会
- 医療法人回生会
- 医療法人社団辰五会
- 湘南ふれあいの園
- 医療法人社団健齢会
- 医療法人大樹会
- 医療法人社団静岡康心会
- 社会福祉法人麗寿会